# Distretto di Sala
Il distretto di Sala fu una delle suddivisioni amministrative del Regno delle Due Sicilie, subordinate alla provincia di Principato Citra, soppressa nel 1860.

## Istituzione e soppressione
Fu costituito con la legge 132 del 1806 Sulla divisione ed amministrazione delle province del Regno, varata l'8 agosto di quell'anno da Giuseppe Bonaparte. In seguito alla riorganizzazione amministrativa del Principato Citeriore, definita dalla legge 122 del 4 maggio 1811, che portò alla soppressione del distretto di Bonati, il distretto di Sala fu coinvolto nelle variazioni territoriali che ne conseguirono, inglobando entro i propri confini il territorio di Bonati (che conservò il rango di capoluogo di circondario) e quello di Sanza. Con l'occupazione garibaldina e l'annessione al Regno di Sardegna del 1860 l'ente fu soppresso.

## Suddivisione in circondari
Il distretto era suddiviso in successivi livelli amministrativi gerarchicamente dipendenti dal precedente. Al livello immediatamente successivo, infatti, individuiamo i circondari, che, a loro volta, erano costituiti dai comuni, l'unità di base della struttura politico-amministrativa dello Stato moderno. A questi ultimi potevano far capo i casali, centri a carattere prevalentemente rurale. I circondari del distretto di Sala ammontavano a otto ed erano i seguenti:
- Circondario di Sala:
Sala e Atena;
- Circondario di Caggiano:
Caggiano, Auletta, Pertosa, Salvia[4] e Salvitelle;
- Circondario di Vibonati:
Vibonati, Casaletto (con il casale di Battaglia), Ispani (con il casale di San Cristoforo), Santa Marina (con il casale di Policastro), Sapri, Torraca e Tortorella;
- Circondario di Sanza:
Sanza, Buonabitacolo, Caselle e Morigerati (con il casale di Sicilì);
- Circondario di Montesano:
Montesano e Casalnuovo;
- Circondario di Diano:
Diano, San Giacomo e Sassano;
- Circondario di Padula:
Padula;
- Circondario di Polla:
Polla, San Pietro, San Rufo e Sant'Arsenio.

## Galleria d'immagini

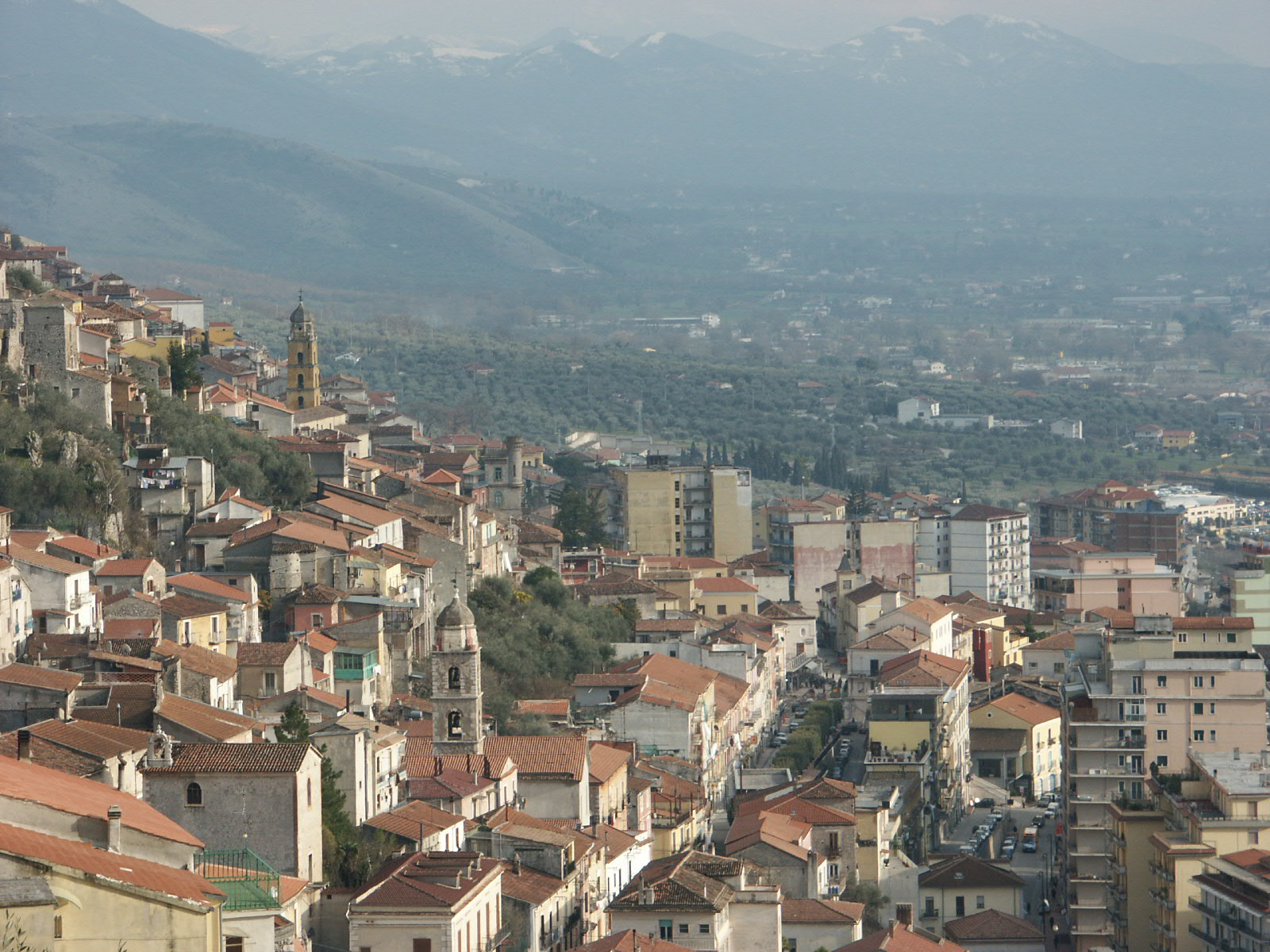
Sala Consilina.
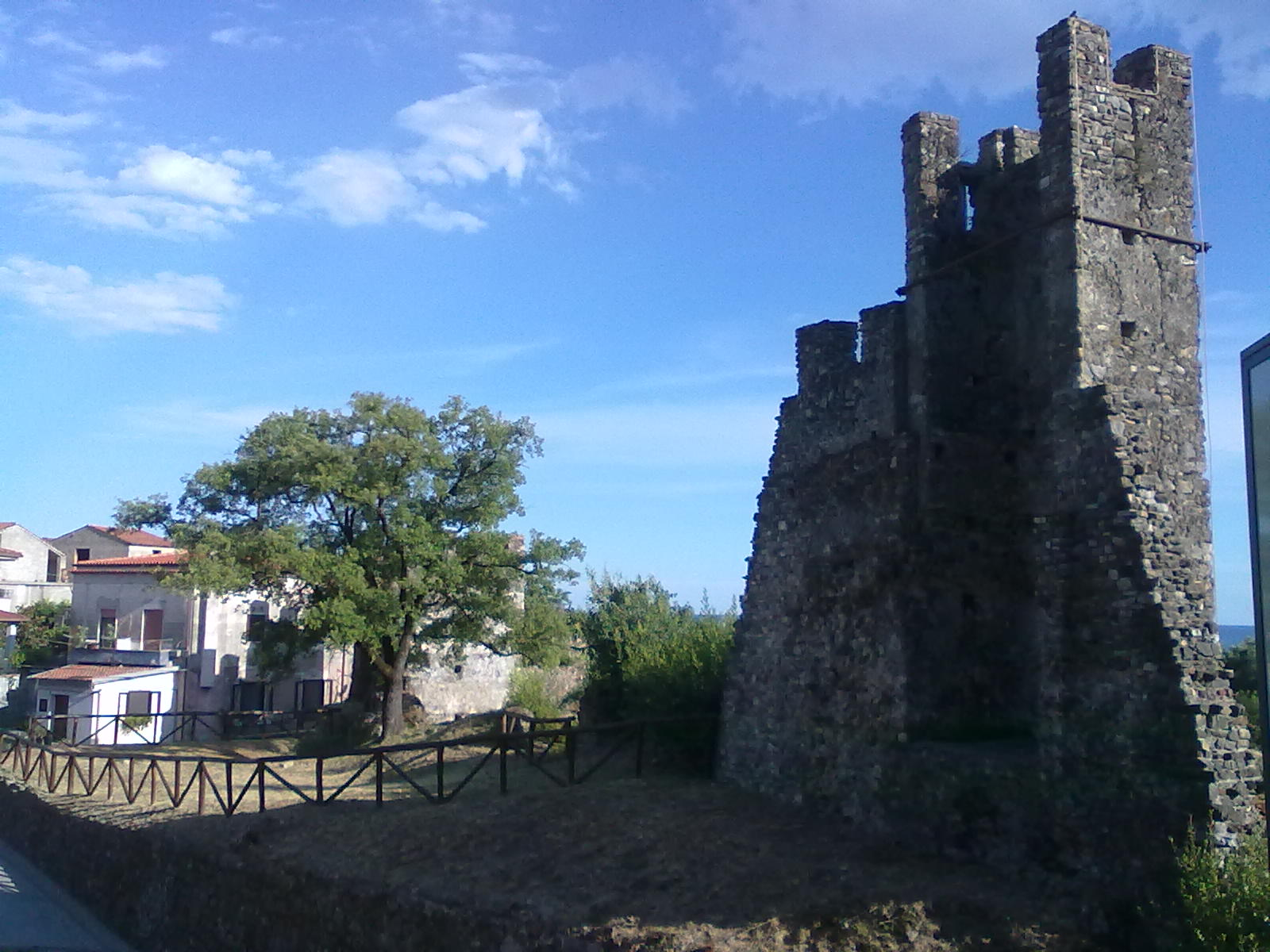
Policastro Bussentino, i resti delle mura.
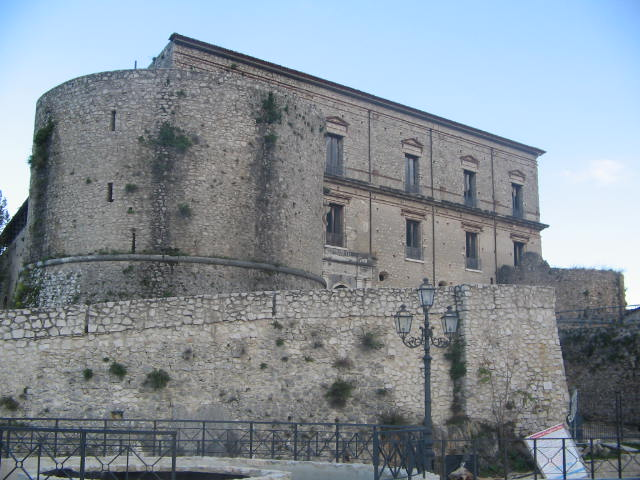
Teggiano, il castello
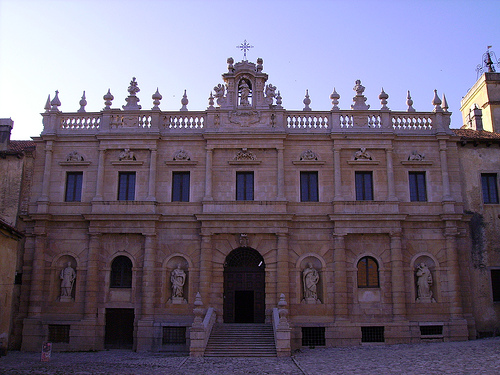
Padula, la Certosa di San Lorenzo.